# قرار مجلس الأمن التابع للأمم المتحدة رقم 275
قرار مجلس الأمن التابع للأمم المتحدة رقم 275، المعتمد في 22 ديسمبر 1969، بعد رسالة من ممثل غينيا والإشارة إلى أن هذه الحوادث من جانب البرتغال تعرض للخطر السلام والأمن الدوليين، دعا المجلس البرتغال إلى الكف عن انتهاك سيادة ووحدة أراضي غينيا. أعرب المجلس عن أسفه العميق للخسائر في الأرواح والأضرار الفادحة التي لحقت بالعديد من القرى الغينية جراء الإجراءات التي اتخذتها غينيا بيساو، وهي إقليم يخضع للإدارة البرتغالية، محذرا البرتغال رسميا من أنه إذا تكررت هذه الأعمال في المستقبل، فإن المجلس سينظر في اتخاذ مزيد من الخطوات لتنفيذ القرار. كما دعت البرتغال إلى الإفراج عن زورق بخاري باسم باتريس لومومبا وجميع ركابها.
تم تمرير القرار بتسعة أصوات، مع امتناع ستة عن التصويت من قبل جمهورية الصين وكولومبيا وفرنسا واسبانيا والمملكة المتحدة والولايات المتحدة.
كانت غينيا قد كتبت لأول مرة إلى مجلس الأمن في 4 ديسمبر 1969، لطلب إجراء، بدعم من 40 دولة أفريقية. وأبلغت المجلس بشن مزيد من الغارات الجوية على أراضيها في 12 ديسمبر / كانون الأول، مما أدى إلى عقد اجتماعات وإصدار قرار.

## روابط خارجية
- نص القرار في undocs.org